# ケビン・ブラスウェル
ケビン・ラヴェル・ブラスウェル（Kevin Lavelle Braswell, 1979年1月23日 - 2025年2月24日）は、アメリカ合衆国のプロバスケットボール選手、コーチ。

## 生い立ち
メリーランド州ボルチモアで生まれ育ち、レイク・クリフトン・イースタン高校で学んだ。その後、メイン州ピッツフィールドにあるメイン・セントラル・インスティテュートで準備期間を過ごした。

## 大学での経歴
1998年から2002年までの4年間、ジョージタウン・ホヤズでプレーした。ジョージタウンでの4年間で総得点数ランキング7位となった（1,735）。1,569回のシュート数は史上3位でありました。3ポイントシュートの史上最高記録  を打ち立てた（2007年12月。また、アシスト (695) とスティール (349) の記録を維持している。1年次でビッグイーストオールルーキーチームに選出され、3年次はオールビッグイーストのセカンドチーム、4年次ではサードチームに選出された。ホヤズでの128試合すべてに先発出場し、平均13.6 ポイント、3.9リバウンド、5.4アシスト、2.7スティールを記録した。

## プロとしての経歴
プロとしてのキャリアを2002–03シーズンからベルギーのトゥルナイ・エスタンプイスでスタート。その後、ポーランドのスポイニア・スタルガルト・シュチェチンスキに移籍した。
2003–04シーズンはイタリアに移り、シムベリオ・アイロニ・ノバラでプレーした。 
2004–05シーズンはNBDLのフロリダ・フレイムとコロンバス・リバードラゴンズでプレーした。トルコのプナル・カルシュヤカで同シーズンを終えた。
2005年7月はNBAサマーリーグのトロント・ラプターズでプレーした。10月3日にマイアミ・ヒートと契約したが、プレシーズンゲームに1試合出場した後、10月12日に解雇された。その後、ヨーロッパに戻り、ギリシャのチームコロソス・ロドゥBCで7試合に出場した後、2005年12月に退団した。
2006年9月にメトロス・デ・サンチアゴがLNBチャンピオンシップを獲得するのに貢献した。
2006–07シーズンはロシアに移り、スタンダート・サマーラ・トリアッティでプレーした。
2007–08シーズンはトルコに戻り、セルチュク・ウニベルシテシでプレーした。
2008-09シーズンはボスニアのHKKシロキでプレーした。
2008年12月にフランスのショレ・バスケットに加入した。
2009–10シーズンは10月25日から12月14日までの間、イスラエルのバラク・ネタニアで8試合に出場。2010年1月12日にニュージーランド・ブレイカーズと契約した。シーズン終了後はヨーロッパに戻り、フランスのリモージュCSPに加入した。
2010–11シーズンに向けてトルコのアリアガ・ベレディヤシと契約した後、ニュージーランドに戻り、ブレイカーズでプレーした。2011年4月のブレイカーズのNBLチャンピオンシップ獲得に貢献。NBLのベストシックスマンに選ばれた。
2011年5月に2011年のシーズンに向けてサウスランド・シャークスに加入した。しかし、シーズンに入ってわずか6試合で、アキレス腱を負傷し手術が必要になった。バスケットボールのキャリアの中で、これまで深刻な怪我を経験したことはなかった。
怪我の療養中のため、ブレイカーズは2011-12シーズンに向けて別の選択肢を選んだ。いくつかのNBLチームの関心を集めたが、契約は成立せず、2012年シーズンに向けてシャークスと契約した。
2012年8月16日に2012-13年シーズンに向けてメルボルン・タイガースと契約した。しかし、2012年11月5日に最初の5試合で負傷した後、契約を解除された。
2013年のニュージーランドNBLシーズンに向けてサウスランド・シャークスに戻り、チームがチャンピオンシップに進出するのに貢献した。2014年にシャークスに復帰し、50試合目で45ポイントを記録した。
2015年にサウスランドに復帰。シャークスの二度目のタイトル獲得に貢献した。シーズン終了後、現役を引退した。シャークスはブラスウェルの背番号12番を永久欠番にした。シャークスの78試合で、彼は1試合平均19.5ポイント、3.8リバウンド、4.8アシスト、2.2スティールを記録した。

## 指導経歴
2015年8月3日、ウェリントン・セインツのヘッドコーチに任命された。コーチとしての最初のシーズンでセインツをチャンピオンシップに導いた。
2017年はレギュラーシーズンを無敗で終え、ファイナルも連勝し、タイトルを獲得。ニュージーランドNBLコーチオブザイヤーの栄誉を受賞した。3年契約の最終年となる2018年もセインツをファイナルに導いたが、サウスランド・シャークスに敗れた。
2018年4月16日、ニュージーランド・ブレイカーズのヘッドコーチに3年契約で就任した。しかし、2019年6月にわずか1シーズンで契約を解除された。
2020年5月、ニュージーランドNBLのオークランド・ハスキーズのヘッドコーチに任命された。2020シーズン終了後に退団した。

### 日本での指導と死去
2021年6月25日にBリーグの秋田ノーザンハピネッツのアシスタントコーチに就任した。
2022年8月25日にヘッドコーチの前田顕蔵が家庭事情で一時チームを離脱。それに伴い、同日チームのヘッドコーチ代行に就任した。
2023年に宇都宮ブレックスへ移籍した。
2024年6月5日にヘッドコーチである佐々宜央の後任として内部昇格し、チームのヘッドコーチに就任。
しかし、シーズン途中の2025年1月17日に緊急搬送された。検査の結果、心臓疾患があることが判明。緊急手術を受け、成功したものの合併症を発症したため、引き続き入院して治療を受けていたが、同年2月24日、宇都宮市内の病院で死去した。46歳没。

## 親族
母親はミリセント・ブーン、弟はジェームズ・ブーン。

## 参照
1. 1 2 3  “Georgetown Basketball History: The Top 100 – 28. Kevin Braswell”. hoyabasketball.com. 2012年11月30日時点のオリジナルよりアーカイブ。2012年11月30日閲覧。
2. ↑  “Georgetown closes non-conference schedule with romp past Fordham”. ESPN.com (2007年12月31日). 2020年5月15日閲覧。 “Wallace became the Hoyas' career leader in 3-pointers made, breaking the record of 189 set by Kevin Braswell from 1998-2002...”
3. 1 2  “Kevin Braswell”. NBA.com. 2020年5月15日閲覧。
4. 1 2  “HEAT Sign Darius Rice and Kevin Braswell”. NBA.com (2005年10月3日). 2020年5月15日閲覧。 “He is currently the school's eighth leading scorer (1,735 points) and his 695 assists and 349 steals ranks first in school history.”
5. ↑  “Kevin Braswell College Stats”. Sports-Reference.com. 2020年5月15日閲覧。
6. 1 2 3 4 5 6 7 8  “Kevin Braswell”. australiabasket.com. 2020年5月15日閲覧。
7. ↑  “Summer Leagues - Roster, Schedules and Scores”. NBA.com (2005年7月8日). 2020年5月15日閲覧。
8. ↑  “HEAT Waive Kevin Braswell”. NBA.com (2005年10月12日). 2020年5月15日閲覧。
9. ↑  “LNB 2006”. latinbasket.com. 2020年5月15日閲覧。
10. ↑  “Breakers recruit American guard”. tvnz.co.nz (2010年1月12日). 2010年1月14日時点のオリジナルよりアーカイブ。2010年1月14日閲覧。
11. ↑  “Kevin Braswell signs for Limoges CSP”. sportando.com (2010年2月23日). 2015年6月21日時点のオリジナルよりアーカイブ。2015年6月21日閲覧。
12. ↑  “Aliaga inks Kevin Braswell”. sportando.com (2010年7月3日). 2015年6月21日時点のオリジナルよりアーカイブ。2015年6月21日閲覧。
13. ↑  “Braswell completes Breakers roster”. tvnz.co.nz (2010年9月1日). 2010年9月8日時点のオリジナルよりアーカイブ。2010年9月8日閲覧。
14. ↑  “Breakers seal maiden NBL title”. ABC.net.au (2011年4月29日). 2017年11月8日閲覧。
15. ↑  “Basketball: Braswell gets an idea of what NZ teams face”. odt.co.nz (2011年4月5日). 2020年5月15日閲覧。
16. ↑  Egan, Brendon (2011年5月6日). “Sharks snare Breakers star for NBL season”. Stuff.co.nz. 2020年5月15日閲覧。
17. 1 2 3 4  Egan, Brendon (2011年12月14日). “Fully fit Kevin Braswell has a point to prove”. Stuff.co.nz. 2020年5月15日閲覧。
18. ↑  Gould, Russell (2012年8月16日). “Melbourne Tigers sign former New Zealand point guard Kevin Braswell”. News.com.au. 2012年8月16日閲覧。
19. ↑  “Braswell released.. Flynn in”. andthefoul.net (2012年11月5日). 2013年4月13日時点のオリジナルよりアーカイブ。2013年4月13日閲覧。
20. ↑  Gould, Russell (2012年11月5日). “Jonny Flynn to replace Kevin Braswell at Melbourne Tigers”. heraldsun.com.au. 2012年11月5日閲覧。
21. ↑  Egan, Brendon (2012年10月25日). “Sharks re-sign Braswell and nab Natanahira”. Stuff.co.nz. 2020年5月15日閲覧。
22. ↑  Worthington, Sam (2013年7月15日). “Hungry Sharks claim unlikely NBL title”. Stuff.co.nz. 2020年5月15日閲覧。
23. ↑  Savory, Logan (2013年9月10日). “Braswell back in Shark skin”. Stuff.co.nz. 2020年5月15日閲覧。
24. ↑  Savory, Logan (2014年6月4日). “Kevin Braswell delivers on promises at Sharks”. Stuff.co.nz. 2020年5月15日閲覧。
25. ↑  Savory, Logan (2014年7月3日). “Braswell re-signs with Sharks for another year”. Stuff.co.nz. 2020年5月15日閲覧。
26. ↑  Savory, Logan (2015年7月6日). “Southland Sharks players keen to return to defend National Basketball League title”. Stuff.co.nz. 2020年5月15日閲覧。
27. ↑  Savory, Logan (2015年6月19日). “Southland Sharks guard Kevin Braswell announces his retirement”. Stuff.co.nz. 2020年5月15日閲覧。
28. ↑  Savory, Logan (2015年6月28日). “Southland Sharks retire Kevin Braswell's No 12 jersey”. Stuff.co.nz. 2020年5月15日閲覧。
29. ↑  “Player statistics for Kevin Braswell”. foxsportspulse.com. 2015年9月24日時点のオリジナルよりアーカイブ。2015年9月24日閲覧。
30. ↑  “Kevin Braswell signs two-year coaching contract with the Wellington Saints”. Stuff.co.nz (2015年8月3日). 2020年5月15日閲覧。
31. ↑  Anderson, Niall (2015年8月3日). “Braswell Appointed As New Saints Coach”. nzhoops.co.nz. 2016年1月22日時点のオリジナルよりアーカイブ。2016年1月22日閲覧。
32. ↑  Savory, Logan (2016年6月5日). “Kevin Braswell's rapid rise from star player to title winning coach”. Stuff.co.nz. 2020年5月15日閲覧。
33. ↑  Anderson, Niall (2017年6月17日). “Basketball: Wellington Saints complete perfect NBL season”. Stuff.co.nz. 2020年5月15日閲覧。
34. ↑  “SAINTS CREATE HISTORY CLAIMING THEIR TENTH TITLE”. Basketball.org.nz (2017年6月17日). 2019年1月26日時点のオリジナルよりアーカイブ。2019年1月26日閲覧。
35. ↑  Hyslop, Liam (2017年8月17日). “Kevin Braswell re-signed by Wellington Saints, but will he have a team to coach?”. Stuff.co.nz. 2020年5月15日閲覧。
36. ↑  “Kevin Braswell to return”. saints.co.nz (2017年8月17日). 2017年8月17日時点のオリジナルよりアーカイブ。2017年8月17日閲覧。
37. ↑  “SHARKS CLAIM THIRD TITLE WITH GUTSY WIN OVER DEFENDING CHAMPION SAINTS”. nznbl.basketball (2018年8月6日). 2018年8月6日閲覧。
38. ↑  “Former player Kevin Braswell named as head coach of NZ Breakers”. Stuff.co.nz (2018年4月16日). 2018年4月16日閲覧。
39. ↑  Hinton, Marc (2019年6月1日). “Breakers go for Israeli Dan Shamir as new coach to replace Kevin Braswell – report”. Stuff.co.nz. 2020年5月15日閲覧。
40. ↑  “Breakers Sign Scotty Hopson, Change Coaching Structure”. NBL.com.au (2019年7月31日). 2020年5月15日閲覧。 “The new structure has resulted in Head Coach Kevin Braswell leaving the club last month.”
41. ↑  “AUCKLAND HUSKIES – AUSTRALIAN OWNERS LAUNCH NEW SAL'S NBL TEAM”. nznbl.basketball (2020年5月15日). 2020年5月15日閲覧。
42. ↑  “AUCKLAND HUSKIES LOCK IN 2021 COACHING STAFF”. nznbl.basketball (2020年11月16日). 2020年11月16日閲覧。
43. ↑  “【新加入】チームスタッフ契約合意のお知らせ” (Japanese). northern-happinets.com (2021年6月25日). 2021年6月25日閲覧。
44. ↑  “チームスタッフ加入のお知らせ” (Japanese). www.utsunomiyabrex.com/ (2023年7月4日). 2023年7月4日閲覧。
45. ↑  “【スタッフ】ケビン・ブラスウェル氏 ヘッドコーチ就任”. 宇都宮ブレックス (2024年6月5日). 2024年11月11日閲覧。
46. ↑  “【お知らせ】ケビン・ブラスウェルHCに関して”. 宇都宮ブレックス (2025年1月19日). 2025年1月19日閲覧。
47. ↑  “訃報のお知らせ｜”. 宇都宮ブレックス (2025年2月24日). 2025年2月24日閲覧。
48. ↑  Savory, Logan (2015年6月26日). “Sharks veteran Kevin Braswell to play for his mum in final game in Invercargill”. Stuff.co.nz. 2020年5月15日閲覧。